# Hohenleuben
Hohenleuben – miasto w Niemczech, w kraju związkowym Turyngia, w powiecie Greiz, do 30 grudnia 2013 siedziba wspólnoty administracyjnej Leubatal. 
Od 31 grudnia 2013 niektóre zadania administracyjne miasta realizowane są przez gminę Langenwetzendorf, która pełni funkcję "gminy realizującej" (niem. "erfüllende Gemeinde").